# Eagle Airways
Eagle Airways – nowozelandzka, regionalna linia lotnicza z siedzibą w Hamilton. 